# Cucumis
Cucumis L., 1753 è un genere di piante appartenente alla famiglia delle Cucurbitacee.

## Etimologia
Il nome generico deriva dal latino cucumis, -eris, "cocomero".

## Tassonomia
Comprende le seguenti specie:
- Cucumis aculeatus Cogn.
- Cucumis aetheocarpus (C.Jeffrey) Ghebret. & Thulin
- Cucumis africanus L.f.
- Cucumis althaeoides (Ser.) P.Sebastian & I.Telford
- Cucumis anguria L.
- Cucumis argenteus (Domin) P.Sebastian & I.Telford
- Cucumis asper Cogn.
- Cucumis baladensis Thulin
- Cucumis bryoniifolius (Merxm.) Ghebret. & Thulin
- Cucumis canoxyi Thulin & Al-Gifri
- Cucumis carolinus J.H.Kirkbr.
- Cucumis cinereus (Cogn.) Ghebret. & Thulin
- Cucumis clavipetiolatus (J.H.Kirkbr.) Ghebret. & Thulin
- Cucumis costatus I.Telford
- Cucumis debilis W.J.de Wilde & Duyfjes
- Cucumis dipsaceus Ehrenb. ex Spach
- Cucumis engleri (Gilg) Ghebret. & Thulin
- Cucumis ficifolius A.Rich.
- Cucumis globosus C.Jeffrey
- Cucumis gracilis (Kurz) Ghebret. & Thulin
- Cucumis hastatus Thulin
- Cucumis heptadactylus Naudin
- Cucumis hirsutus Sond. - zucca spinosa
- Cucumis humofructus Stent
- Cucumis hystrix Chakrav.
- Cucumis indicus Ghebret. & Thulin
- Cucumis insignis C.Jeffrey
- Cucumis javanicus (Miq.) Ghebret. & Thulin
- Cucumis jeffreyanus Thulin
- Cucumis kalahariensis A.Meeuse
- Cucumis kelleri (Cogn.) Ghebret. & Thulin
- Cucumis kirkbridei Ghebret. & Thulin
- Cucumis leiospermus (Wight & Arn.) Ghebret. & Thulin
- Cucumis maderaspatanus L.
- Cucumis meeusei C.Jeffrey
- Cucumis melo L. - melone
- Cucumis messorius (C.Jeffrey) Ghebret. & Thulin
- Cucumis metulifer E.Mey. ex Naudin - kiwano
- Cucumis myriocarpus Naudin
- Cucumis picrocarpus F.Muell.
- Cucumis prophetarum L.
- Cucumis pubituberculatus Thulin
- Cucumis pustulatus Naudin ex Hook.f.
- Cucumis queenslandicus I.Telford
- Cucumis quintanilhae R.Fern. & A.Fern.
- Cucumis reticulatus (A.Fern. & R.Fern.) Ghebret. & Thulin
- Cucumis rigidus E.Mey. ex Sond.
- Cucumis ritchiei (C.B.Clarke) Ghebret. & Thulin
- Cucumis rostratus J.H.Kirkbr.
- Cucumis rumphianus (Scheff.) H.Schaef.
- Cucumis sacleuxii Paill. & Bois
- Cucumis sagittatus Wawra & Peyr.
- Cucumis sativus L. - cetriolo
- Cucumis setosus Cogn.
- Cucumis silentvalleyi (Manilal, T.Sabu & P.Mathew) Ghebret. & Thulin
- Cucumis thulinianus J.H.Kirkbr.
- Cucumis umbellatus I.Telford
- Cucumis variabilis P.Sebastian & I.Telford
- Cucumis zambianus Widrl., J.H.Kirkbr., Ghebret. & K.R.Reitsma
- Cucumis zeyheri Sond.